# 閔升鎬
閔 升鎬（びん しょうこう、ミン・スンホ、1830年 - 1874年旧暦11月28日）は、李氏朝鮮の政治家。本貫は驪興閔氏、字は復卿、諡は忠正。

## 人物
実父は閔致久であるが、閔致禄の養子となったことで高宗の王妃閔妃の義兄となった。実姉に興宣大院君の驪興府大夫人閔氏、実弟に閔謙鎬がいる。1864年に科挙の増広武科に及第し、1866年に吏曹参議、戸曹参判となり正三品に昇進、1872年に正二品に昇進すると、刑曹判書、1873年に兵曹判書を歴任したが、1874年11月、自邸に送り付けられた爆弾を開封して死亡した。犯人として大院君の元兵使、申哲均が逮捕され拷問の末、自白し処刑された。